# 徐亞保
徐亞保（19世纪？—1851年），又名徐亞寶，19世紀的香港海盜，徐亞保是十五仔的屬下，兩人是繼張保仔之後香港勢力最大的華南海盜。

## 生平
1849年2月25日，徐亞保在赤柱殺了兩名調戲婦女的英軍軍官，「柯士打」上尉和「戴亞」中尉，被通緝，重賞500英鎊。
1850年3月4日，密狄亞號在大鵬灣擊沉徐亞保13艘海盜船。徐亞保後被英人緝獲，1851年，法庭判決誤殺罪名成立，被判無期徒刑，並且流放澳洲范迪門斯地（今塔斯曼尼亞），結果徐亞保在流放前獄中自縊身亡。